# Westamerikanische Hemlocktanne

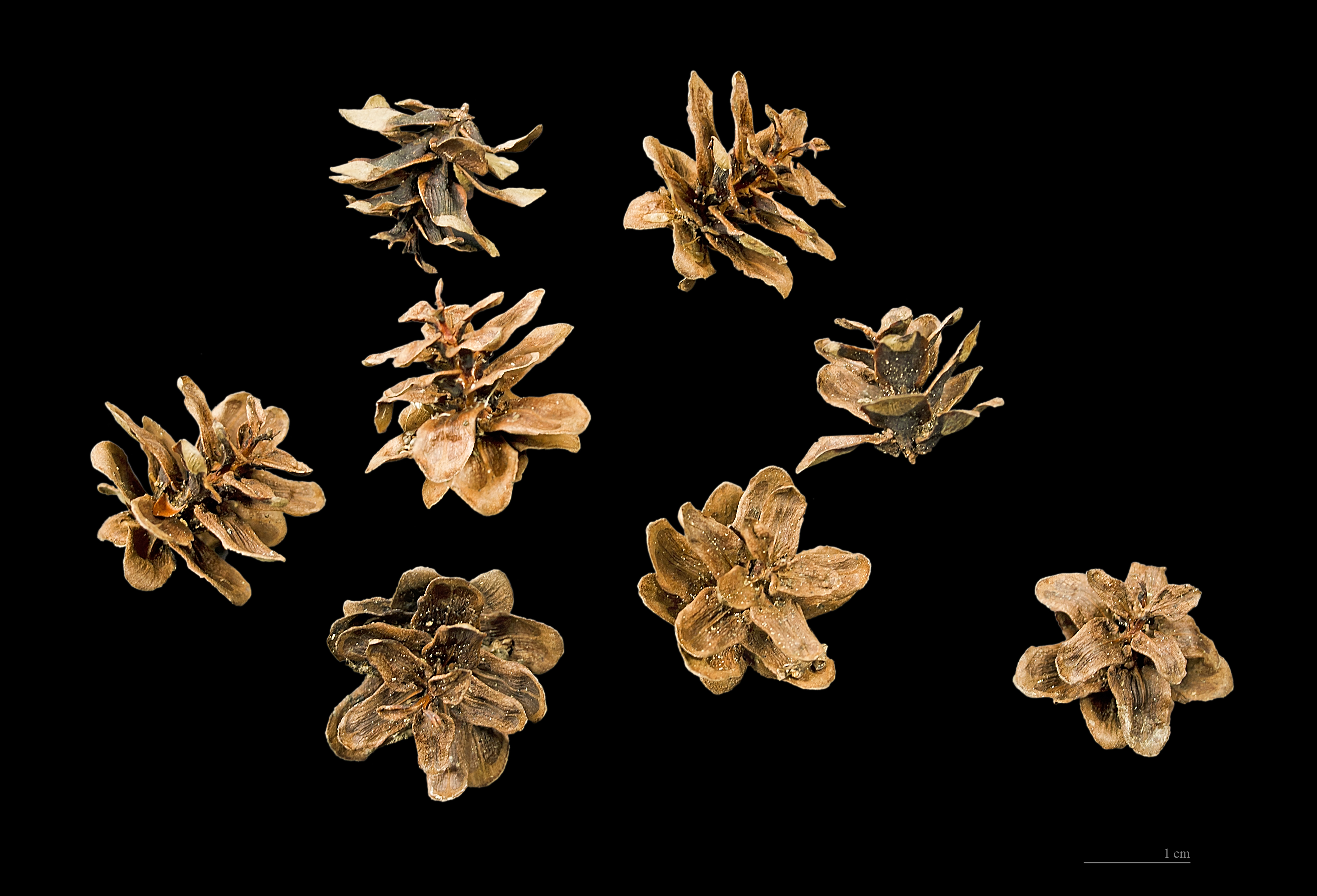
Tsuga heterophylla

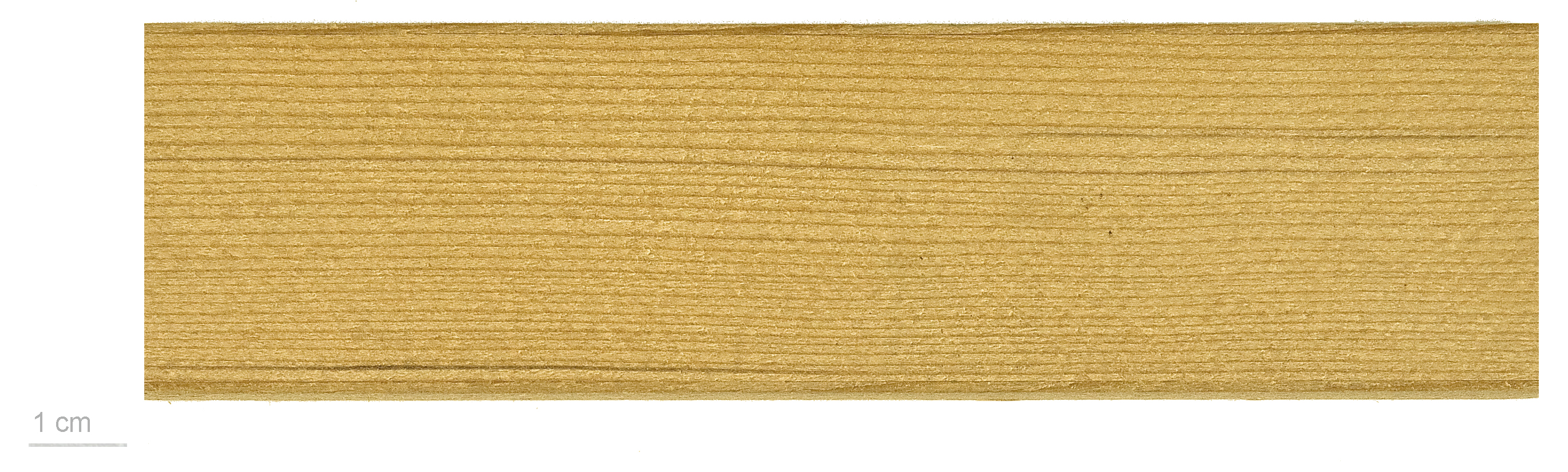
Tsuga heterophylla

Die Westamerikanische Hemlocktanne (Tsuga heterophylla), auch Westliche Hemlock genannt, ist eine Pflanzenart aus der Gattung Hemlocktannen (Tsuga) in der Familie der Kieferngewächse (Pinaceae).

## Verbreitung
Die Westliche Hemlocktanne stammt von der Westküste Nordamerikas und ist dort von Alaska bis zum nördlichen Kalifornien verbreitet. Sie ist in Mitteleuropa winterhart und wird hier im forstlichen Versuchsanbau angepflanzt.
Die Westamerikanische Hemlocktanne ist der „Staatsbaum“ des US-Bundesstaates Washington.

## Beschreibung
Die Westliche Hemlocktanne ist die größte der Hemlocktannen-Arten. Sie ist ein immergrüner Baum. In den bevorzugten Lagen ihres Verbreitungsgebietes, im Olympic-Gebirge, erreicht sie Wuchshöhen über 70 Meter. Auf den britischen Inseln erreicht sie immerhin noch 50 Meter Wuchshöhe. Auf bevorzugten Böden ist die Westliche Hemlocktanne sehr raschwüchsig und erreicht einen Jahreszuwachs von über 1 Meter. Die Baumkrone ist kegelförmig und beim jungen Baum schmal, im Alter breiter werdend. Der Leittrieb ist deutlich überhängend. Die Borke ist graubraun. Die Rinde der Zweige ist gelbbraun und fein behaart. Die Nadeln sind beiderseits des Zweiges gescheitelt; sie sind in der oberen Reihe etwa 0,6 cm, in der unteren Reihe dagegen 1,5 bis 1,8 cm lang. Diese Verschiedenartigkeit der Nadeln begründet den wissenschaftlichen Artnamen heterophylla. Die Nadeln sind zunächst frischgrün und matt, später dunkelgrün und glänzend.
Die Westamerikanische Hemlocktanne ist einhäusig getrenntgeschlechtig (monözisch). Die Zapfen sind 2 bis 3 cm lang und stumpf eiförmig.
Die Chromosomenzahl beträgt 2n = 24.

## Taxonomie
Tsuga heterophylla (Raf.) Sarg. hat folgende Synonyme: Abies heterophylla Raf., Abies microphylla Raf., Tsuga albertiana (A.Murray bis) Sénécl., Pinus pattoniana W.R.McNab.

## Verwendung

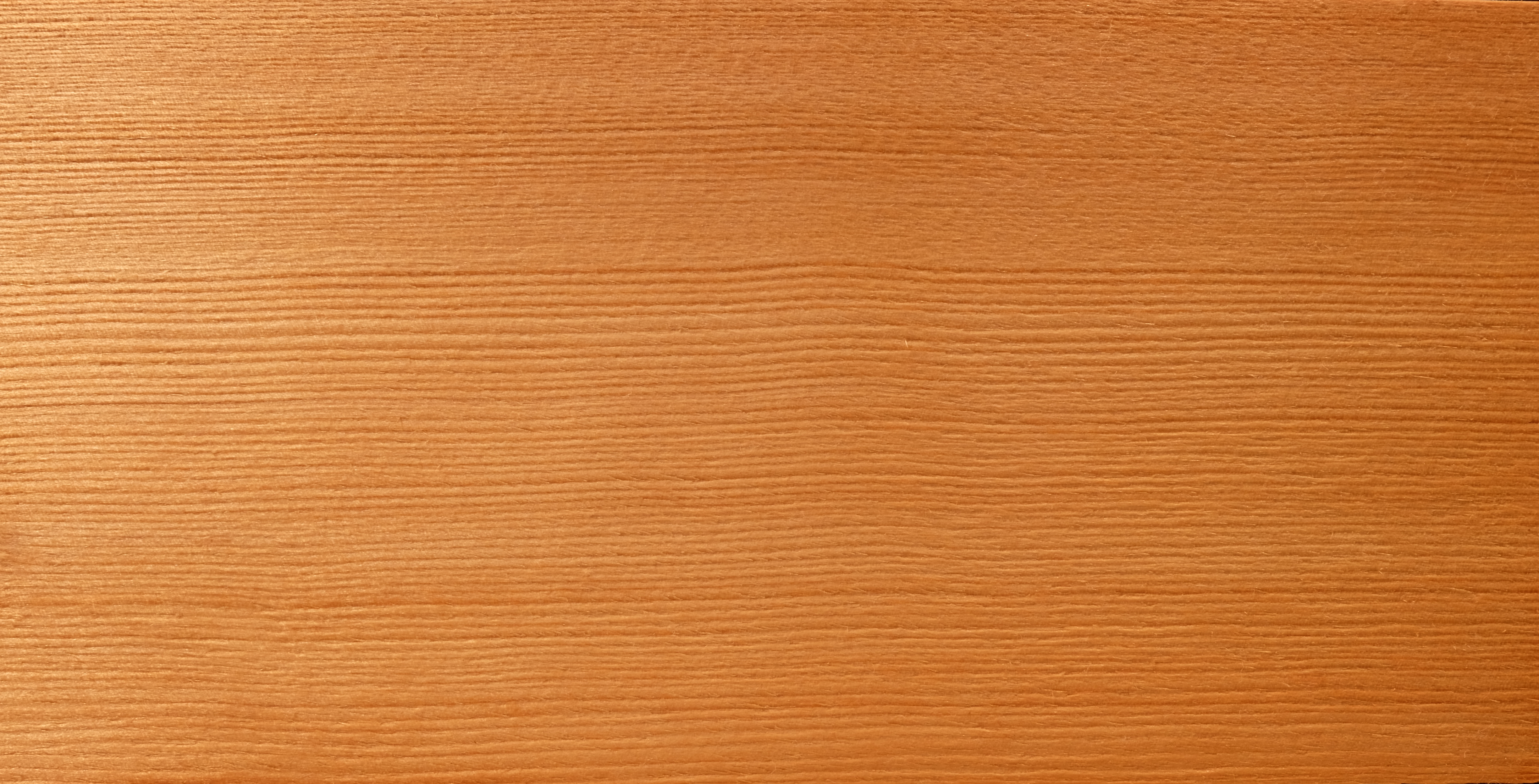
Gemessertes Furnier, geölt, ungeschliffen

Die Westamerikanische Hemlocktanne liefert ein hellbraunes Holz mit geradem Faserverlauf und ebenmäßiger Struktur. Die Jahresringe treten nicht so deutlich hervor wie bei der Kanadischen Tsuga, die zur selben Gattung gehört. Das Holz trocknet sehr langsam, so dass Trocknungsschäden leicht eintreten können. Getrocknetes Holz ist allerdings sehr standfest. Es ist eines der leichtesten Nadelhölzer im Handel und gilt als widerstandsfähiger als das Holz der Fichte. Sie wird unter anderem als Bauholz, für Kisten, Sperrholz und zur Papierverarbeitung verwendet.